# Alören, Karleby
Alören, finska: Lammassaari, är en ö i Finland. Den ligger i sjön Byrkholmsfjärden och i kommunen Karleby i den ekonomiska regionen  Karleby  och landskapet Mellersta Österbotten, i den centrala delen av landet, 400 km norr om huvudstaden Helsingfors. Öns area är 11,2 hektar och dess största längd är 0,6 kilometer i nord-sydlig riktning. I omgivningarna runt Alören växer i huvudsak blandskog.